# 오사드니크

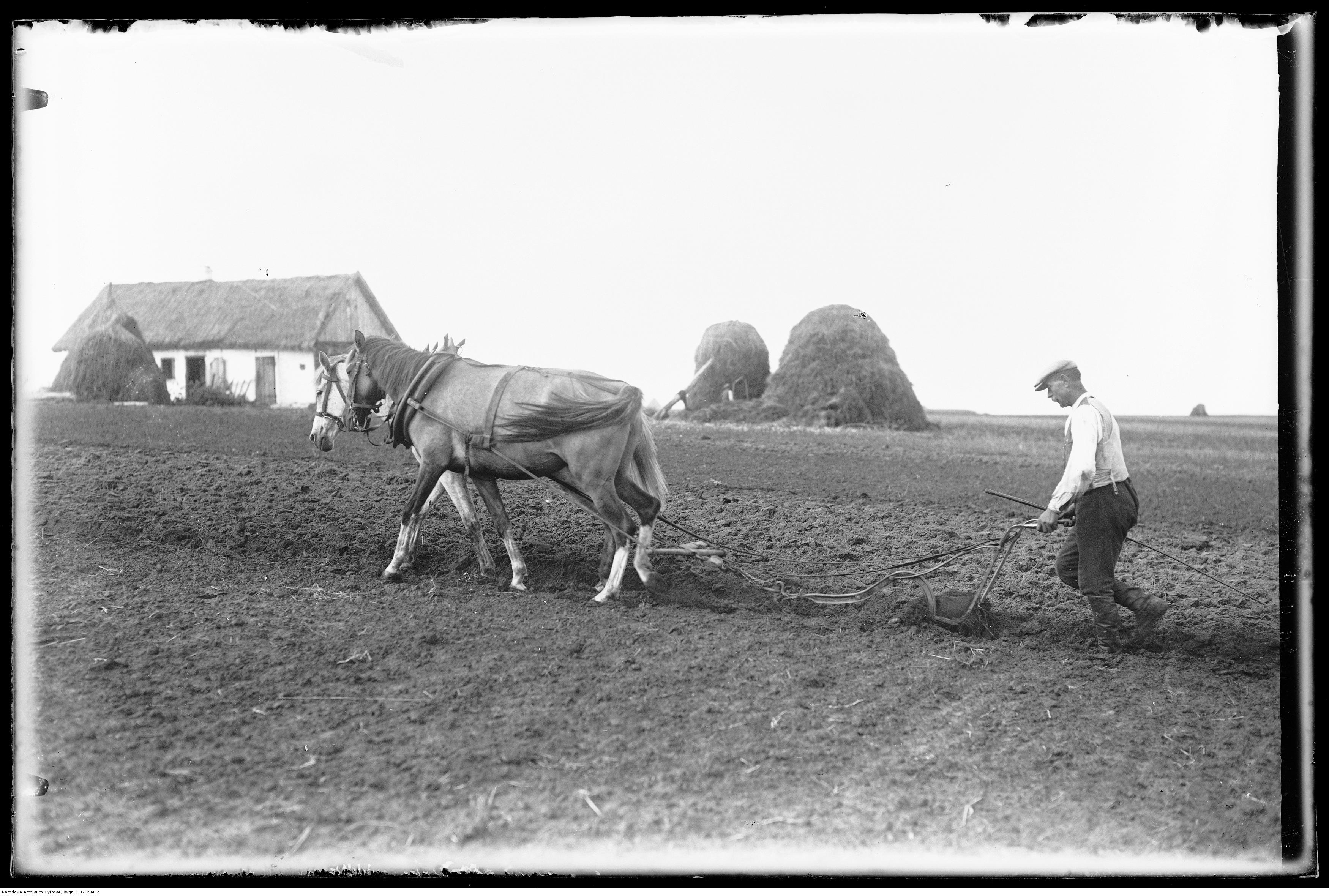
1928년 폴란드 군인 정착민이 보윈주 오사다 크레호비에츠카에 거주하는 모습.

오사드니크(폴란드어: Osadnik→정착자)는 1921년 리가 조약을 통해 폴란드 제2공화국에 할양된 크레시 지역(서벨라루스 및 서우크라이나)에 땅을 받아 정착한 폴란드군 퇴역 군인과 민간인을 가리키는 용어로, 이후 소련 시기에 외래어로서 사용되기도 했다.

## 정착 과정

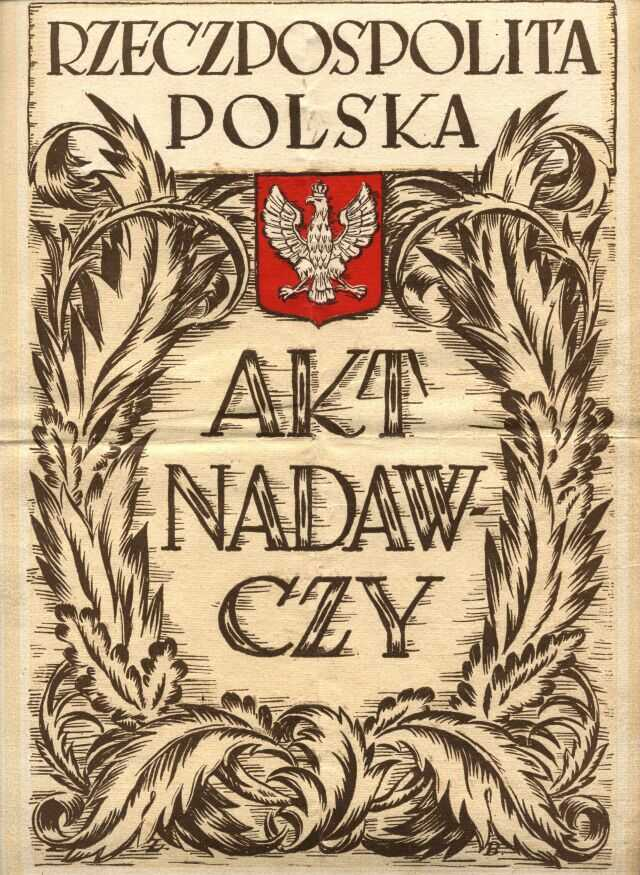
1923년의 토지 분배 대장의 표지. 총합하여 8천 명 가량이 폴란드 동부의 토지를 받았다.

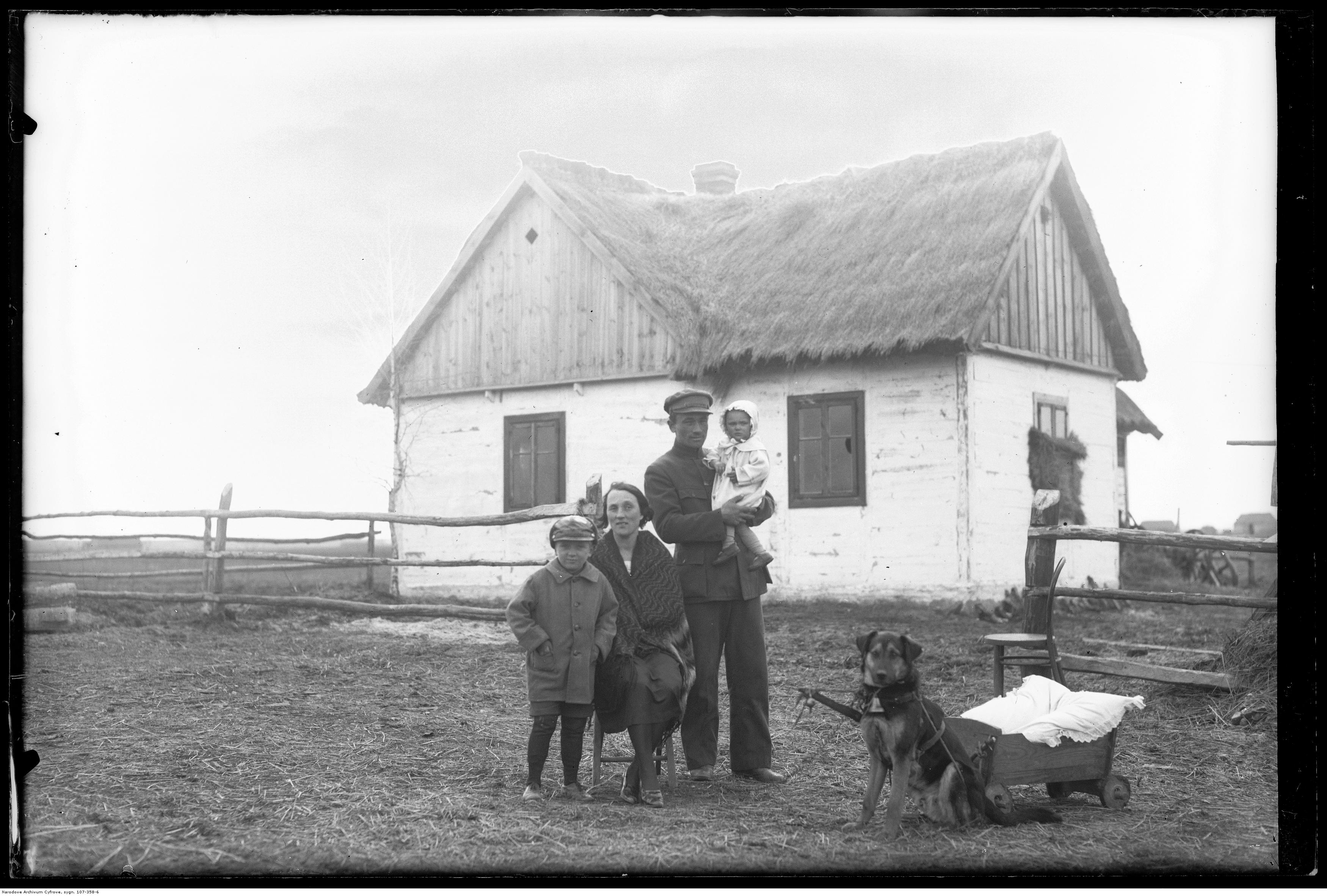
1931년 오사다 크레호비에츠카의 오사드니크 가족.

1920년 8월 7일 바르샤바 전투 직전, 폴란드의 총리 빈첸티 비토스는 전쟁에 참여한 군인과 지원병은 국가 소유 토지 구매 우선권을 부여할 것이며, 무공 훈장을 받은 군인은 무료로 지급할 것이라고 발표했다. 이 발표는 동방으로부터 철수한 것에 따른 폴란드군의 사기 저하를 해결하기 위한 목적이 있었다. 12월 17일 폴란드 하원은 "공화국 동북부 포비아트의 국유화 법안"과 "폴란드군 병사에게로의 토지 부여 법안"을 통과시켰다. 법안을 통해 퇴역 군인들의 토지 구획 지원이 가능해졌으며, 해당되는 지역은 흐로드나, 발로진, 비아위스토크 등 폴란드 동부 지방이었다.
1921년 봄, 볼히니아에 설립된 새 정착촌에 정착민이 도착하기 시작했다. 폴란드 역사가 리디아 그워바츠카에 따르면, 최초로 분배된 토지는 차르 등 러시아 귀족이나 수도원에서 1915년 독일군이 도착하기 전 버리고 간 땅이었다. 일부 토지는 폴란드 귀족으로부터 폴란드 정부가 구매하기도 했다.
일반적인 토지의 단위당 면적은 20 헥타르 이하였지만, 대학 학위가 있는 군인은 "모범 농장"을 만들기 위해 이론적으로 45 헥타르까지 무료로 지급받을 수 있었다. 하지만 현실적으로 지원자가 너무 많아 비르투티 밀리타리 훈장을 받았더라도 토지를 받기 위해서는 돈을 내야 했다. 폴란드 정부는 정착민을 지원하겠다고 하였지만, 대다수는 토지 이외에는 아무것도 받지 못했다. 일부 연대에서는 퇴역한 말과 사료를 제공하기도 했다. 토지의 값은 연간 헥타르당 30~100 kg 가량의 호밀로서, 5년에 걸쳐 다시 갚게 되어 있었다.
신생 국가로서의 경제적 어려움과 동부 국경 근처에 군인 마을을 만드는 계획에 대한 강한 반발로 인해, 1923년 계획이 중지되었다. 기존에 살던 지주들은 자신의 토지 또한 국유화되어 정착민에게 지급될 것을 염려했고, 소작농들은 폴란드 정부의 국유화로 인해 토지의 주인이 바뀌어 러시아 시절에 맺었던 계약이 무효화되는 것에 반발했다.
1923년 기준, 지원자 99,153명 중 7,345명만이 토지를 받았다. 보윈주에 건설이 계획되어 있던 마을 몇백 개 중 실제로 만들어진 것은 3개에 불과했으며, 거주민도 도합 51명밖에 되지 않았다. 다른 지역도 공통적으로 건설 속도가 느렸다. 도합하여 퇴역 군인에게 주어진 토지는 ,331.46 km2였으며, 1923년 1월 1일 기준 퇴역 군인 몫으로 주어진 토지 8,732점 중 5,557점만이 실제로 사람이 정착하였다. 국가 소유 토지 일부는 민간인에게 판매되었다.
1926년 5월 쿠데타 이후 정착 계획이 다시 재개되긴 했지만, 동력을 얻지 못하고 1929년~1933년에 완전히 멈췄다. 총합하여 오사드니크에게는 토지 6000 km2 가량이 지급되었다. 폴란드 정부는 1935년 프로젝트를 재개하려 시도했지만, 성과를 얻지 못했다. 대공황으로 인해 식재료의 가격이 급감하자 정착지의 농장은 헥타르당 458 즈워티(현재 환율로 100만~230만 원)의 적자를 냈다.

## 소련의 억압
1939년 소련의 폴란드 침공 이후, 벨라루스 공산주의자들은 오사드니크 다수를 살해했다. 크레시 지역이 소련으로 편입된 이후, 오사드니크라는 단어는 소련의 사법 체계에서 범죄자의 분류 중 하나로 자리잡았다. 처음에는 쿨라크로 분류되었으며, 인민의 적이라는 소련 프로파간다의 대상이 되었다. 소련의 법 위반을 이유로 재산 몰수가 종종 일어났으며, 정부가 장려한 유혈 사태도 자주 발생했다. 이로 인해 정착민 중 10% 가량이 땅을 버리고 평화의 국경을 넘어 독일령 총독부로 탈출하였다.
1939년 12월 29일 인민위원평의회의 보고서에 따르면, 1939년 후반부터 오사드니크들은 유럽 러시아 북부, 우랄산맥, 시베리아로 추방되었다. 오사드니크의 정의 또한, 폴란드에서 넘어온 것인지 아니면 거주지 근방의 땅을 구매한 것인지를 구분하지 않고, 1918년 이후 토지를 구매한 폴란드 국적자 모두를 가리키는 것으로 확장되었다. 1940년 2월 10일, 오사드니크 14만 명 가량이 추방되었다. 11만 5천 명 가량은 폴란드인이었지만, 우크라이나인 10,000명, 벨라루스인 11,000명, 기타 2,000명도 있었다. 굴라그의 서류에는 오사드니크가 추방된 사람 중에서도 별개로 분류되어 있었다. 폴란드인이 가장 많이 추방된 지역은 아르한겔스크주로, 코틀라스의 수용소는 폴란드인만으로 찰 정도였다. 1941년 7월 1일 기준, 1만 명 가량의 오사드니크가 공식적으로 사망한 것으로 처리될 정도로, 사망률 또한 높았다. 오사드니크로 분류된 사람 중 실제로 이주해 온 사람은 매우 적었다.